# Villereau (Loiret)
Villereau is een gemeente in het Franse departement Loiret (regio Centre-Val de Loire) en telt 381 inwoners (2004). De plaats maakt deel uit van het arrondissement Orléans.

## Geografie
De oppervlakte van Villereau bedraagt 9,0 km², de bevolkingsdichtheid is 42,3 inwoners per km².
De onderstaande kaart toont de ligging van Villereau (Loiret) met de belangrijkste infrastructuur en aangrenzende gemeenten.

## Demografie
Onderstaande figuur toont het verloop van het inwonertal (bron: INSEE-tellingen).